# Matei Balș
Matei Balș (n. 6 ianuarie 1905, București - d. 19 aprilie 1989, Geneva) a fost un medic român, profesor universitar la București, șef de catedră la Clinica a II-a de boli infecțioase și decan al FPSMF (Facultatea pentru Perfecționare și Specializare a Institutului Medico-Farmaceutic din București), membru titular al Academiei de Medicină a RSR (1969), membru al Academiei de Științe din New-York, membru al Societății Americane de Microbiologie, membru al Societății Regale de Medicină Tropicală și Igienă din Londra, membru al Societății de Patologie Clinică din Berlin, laureat al Premiului de Stat clasa I (1950), pentru descoperirea nitrofuranului și aplicarea lui în febra tifoidă. Matei Balș a fost o personalitate de referință în istoria celui mai vechi spital de boli infecțioase din România, respectiv Spitalul de Boli Infecțioase Colentina, al cărui certificat de naștere datează din 1880, odată cu ridicarea primelor barăci de izolare a bolnavilor contagioși. A publicat peste 350 de lucrări științifice în țară și 35 în străinătate, dintre care unele au fost „cărți-eveniment” și cele mai vândute, de mare utilitate și actualitate și astăzi, printre ele se numără: Introducere în studiul patologiei infecțioase (1958), Antibioticele (1966), Terapia infecției (1975) și Laboratorul clinic în infecții (1982). Matei Balș este întemeietorul școlii moderne romanești de bacteriologie clinică și pionier al erei „antibioticoterapiei”, aducând contribuții valoroase în chimioterapia unor boli contagioase. Tot el este cel care a pus în aceeași ecuație laboratorul, prin tehnici și metode moderne de diagnostic microbiologic, și activitatea clinică, prin interpretarea și monitorizarea tratamentului bolilor infecțioase. Matei Balș a fost decorat cu Crucea Regina Maria (1942) și Medalia muncii cl. I (1966), iar în 1973 a devenit Medic Emerit al RSR. În prezent, Institutul Național de Boli Infecțioase îi poartă numele.